# وعد عبد الوهاب
وعد عبد الوهاب من مواليد عام 1956، حارس مرمى عراقي سابق بكرة القدم، لعب وتألق مع نادي الشباب العراقي في ثمانينات القرن العشرين، اتجه لعالم التدريب بعد اعتزاله اللعب. يعمل حاليا مدرب كرة قدم في دولة قطر.